# Teresita von Freyberg
Teresita Reichsfreifrau von Freyberg-Eisenberg, geb. Teresita Armas O'Shanahan Lanza, (* 21. April 1937 in Montevideo; † 26. September 2009) war eine uruguayische Adelige und Diözesanoberin der Malteser.

## Leben
Teresita von Freyberg war nach ihrer Heirat mit Hans-Christoph von Freyberg von 1985 an Herrin auf Schloss Jetzendorf (Oberbayern).
Dort entfaltete sie ein umfangreiches soziales Engagement. 1994 initiierte sie für die die Betreuung Schwerstkranker und sterbender Menschen die Gründung des Hospizvereins Pfaffenhofen und übernahm dessen Vorsitz. Von 1997 an war sie Hospizbeauftragte des Malteser Hilfsdienstes in der Erzdiözese München und Freising. Als Diözesanoberin und Mitglied im Landes- und Regionalrat der Malteser kümmerte sie sich um die Aus- und Fortbildung von Schwesternhelferinnen. Auf ihr Betreiben hin wurde 1997 in Gräfelfing ein ambulanter Hospiz- und Palliativberatungsdienst eingerichtet. 2004 wurde in München vom Orden der Barmherzigen Brüder das Johannes-Hospiz eingerichtet, für dessen Aufbau sie einen Zuschuss von rund 750.000 Euro erwirkt hatte. 2006 gründete sie einen ambulanten Kinder- und Jugendhospizdienst für München und das Umland.

## Ehrungen
- 2009: Verdienstkreuz mit Wappen Pro Merito Melitensi des Malteserordens
- 2009: Verdienstkreuz am Bande der Bundesrepublik Deutschland